# Месть нерождённому
«Месть нерождённому» (фр. À l'intérieur) — французский фильм ужасов 2007 года. Фильм занимает двенадцатую строчку в рейтинге «20 лучших фильмов ужасов десятилетия Франции» и считается одним из самых смелых, жестоких, безжалостных фильмов ужасов, когда-либо сделанных во Франции.
Слоган фильма: «Открой мне свою дверь... И я проникну к тебе в душу!»

## Сюжет
Фильм начинается с кадра внутриутробного ребёнка, с которым разговаривает его мать. Потом мы видим автомобильную аварию, в которой погибает муж Сары (Элиссон Паради), но она и её нерожденный ребенок чудом остаются в живых.
Спустя 4 месяца в канун Рождества лечащий врач Сары сообщает, что ей нужно ложиться в больницу, так как ей уже пора рожать, и она договаривается, что завтра приедет в больницу. Сара решает провести это рождество в одиночестве в своем большом доме, потому что не может отойти от смерти мужа.
Поздним вечером, в дом Сары стучится таинственная женщина с просьбой воспользоваться телефоном, чтобы вызвать помощь. Сара отказывает ей, солгав, что её муж уже спит, женщина же говорит, что он мёртв. Испугавшись, Сара вызывает полицию, но когда они прибыли женщина уже исчезла. Полицейские успокаивает Сару, сказав, что они будут патрулировать рядом с её домом и ещё заедут.
Как только Сара ложится спать, женщина проникает в её дом. Найдя в доме ножницы и обработав их, она прокалывает пупок Сары, отчего та просыпается и начинает бороться с женщиной. Ей удается отбиться от неё и запереться в ванной комнате. Женщина пытается вломиться в ванную, но ей это не удается.
Спустя какое-то время в дом приходит начальник Сары, с которым она заранее договорилась о встрече. Женщина представляется её матерью, но в это время приходит настоящая мать и, не понимая, что происходит, начинает искать свою дочь. Приняв свою мать за незнакомку, Сара убивает её. Босс, чтобы посмотреть, что там случилось, поднимается по лестнице, и тогда женщина убивает его.
Позже приезжает полиция, и, заподозрив, что тут что-то не так, пытаются задержать женщину, но той удаётся убить их.
Саре удаётся выбраться из ванной, она пытается убежать, но её останавливает женщина, с которой они снова борются. Женщина жестоко избивает Сару, но героине удаётся одержать верх: она поджигает женщину, когда та закуривала сигарету. В это время Сара узнает, кто эта женщина: оказалось, что это второй водитель той автомобильной аварии. Она, как и Сара беременна, и у нее случается выкидыш (таким образом, ребенок и голос, который мы видели в начале фильма, был этой женщины).
В это время один из полицейских приходит в себя и, пытаясь выбраться из дома, принимает Сару за таинственную женщину, сильно ударяет её в живот. У Сары начинается кровотечение. Незнакомка убивает полицейского. В это время Сара говорит ей, что она начинает рожать, но ребенок застревает. Отчаянно пытаясь спасти ребенка, женщина, как и планировала, делает Саре кесарево сечение теми ножницами.

## История создания

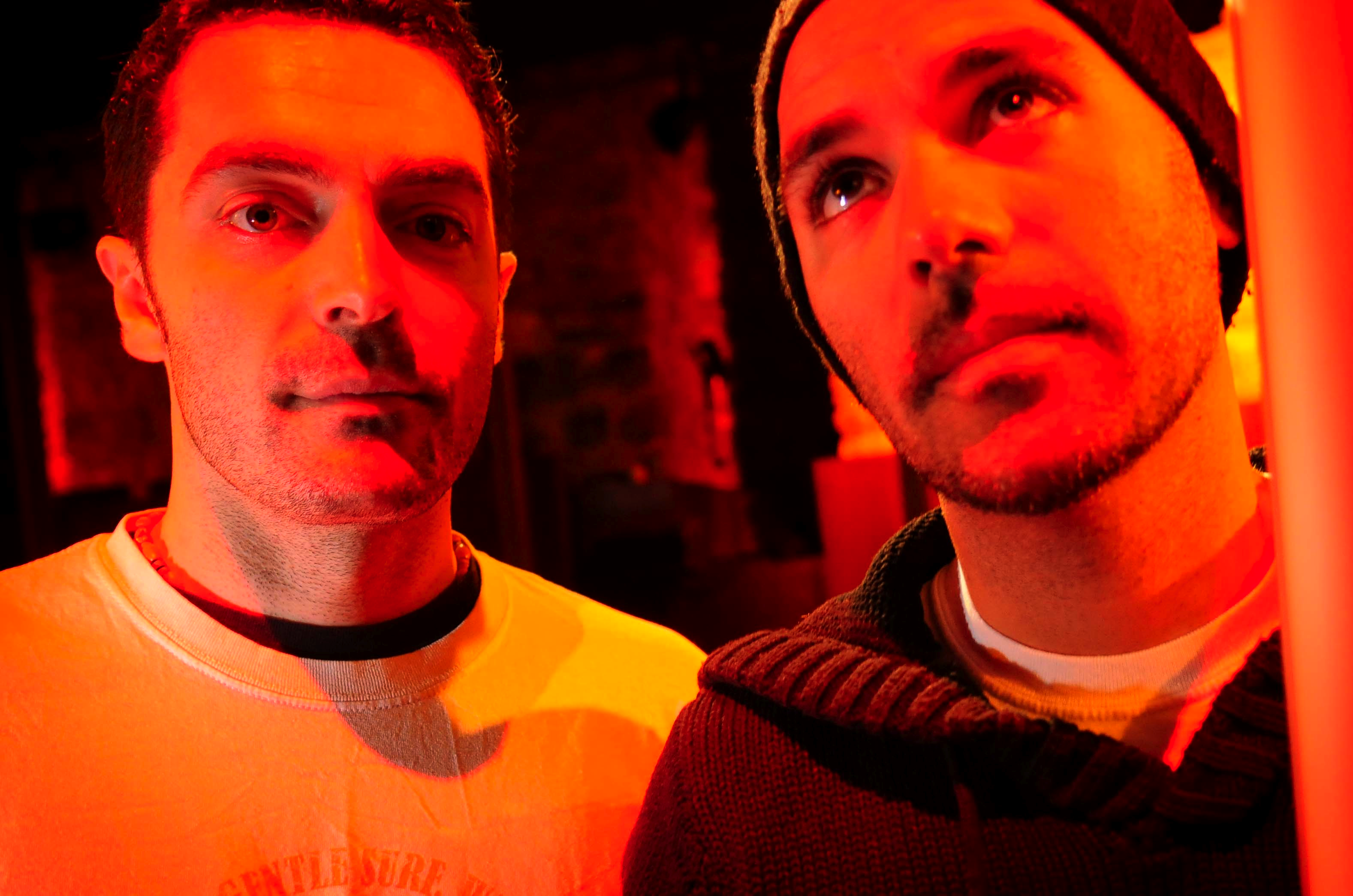
Режиссёры фильма

Идея фильма пришла к Александру Бустилло после того как беременная подруга призналась, что боится оставаться одна дома. Бустилло представил себе историю, про мужчину который ночью пробирается в дом к беременной женщине и пытается вспороть ей живот. Но потом Александр решил сменить пол злодея, сделав его женщиной.
Фильм снимался в Париже. Первоначально фильм должен был снимать только Александр Бустилло, но продюсеры предложили пригласить для съемок ещё одного режиссёра, Жюльена Мори.

## В ролях
| Актёр                  | Роль                         |
| ---------------------- | ---------------------------- |
| Элиссон Паради         | Сара                         |
| Беатрис Даль           | женщина (незнакомка, убийца) |
| Натали Руссель         | мать Сары Луиза              |
| Тахар Рахим            | полицейский                  |
| Франсуа-Режи Маршассон | Жан-Пьер                     |
| Жан-Батист Табурен     | Матьё                        |
| Доминик Фро            | медсестра                    |

## Награды и номинации
- 2007 — четыре приза Каталонского кинофестиваля: лучший грим, приз жюри за лучший фантастический фильм, приз за лучшее режиссёрское откровение, серебряный гран-при European Fantasy Film.
- 2007 — участие в кинофестивале в Торонто.
- 2008 — участие в Мельбурнском кинофестивале.